# Calendrier international féminin UCI 2005
Navigation
2004 2006
Le calendrier international féminin UCI 2005 regroupe les compétitions féminines de cyclisme sur route organisées sous le règlement de l'Union cycliste internationale durant la saison 2005.
Le calendrier est composé de 111 épreuves, en incluant les 53 championnats nationaux. Il comprend la Coupe du monde de cyclisme sur route féminine 2005 et les Championnats du monde de cyclisme sur route 2005 de Madrid, ainsi que les différents championnats continentaux. 

## Règlement
Au fil des épreuves, les coureuses accumulent des points selon leur position à l'arrivée et le classement de la course. Dans le cas des courses par étapes, la meneuse au classement général après chaque étape reçoit des points boni. Dans le cas d'un contre-la-montre par équipes, les points décernés sont divisés également entre les coureuses de l'équipe.
| Place | CM  | CM/CLM | CDM | *.1 | *.2 |
| ----- | --- | ------ | --- | --- | --- |
| 1re   | 200 | 100    | 100 | 80  | 40  |
| 2e    | 170 | 70     | 70  | 56  | 30  |
| 3e    | 140 | 40     | 40  | 32  | 16  |
| 4e    | 130 | 30     | 30  | 24  | 12  |
| 5e    | 120 | 25     | 25  | 20  | 10  |
| 6e    | 110 | 20     | 20  | 16  | 8   |
| 7e    | 100 | 15     | 15  | 12  | 6   |
| 8e    | 90  | 10     | 10  | 8   | 3   |
| 9e    | 80  | 9      | 9   | 7   |     |
| 10e   | 70  | 8      | 8   | 6   |     |
| 11e   | 60  | 7      | 7   | 5   |     |
| 12e   | 50  | 6      | 6   | 3   |     |
| 13e   | 40  | 5      | 5   |     |     |
| 14e   | 30  | 4      | 4   |     |     |
| 15e   | 20  | 3      | 3   |     |     |
| 16e   | 15  |        |     |     |     |
| 17e   | 10  |        |     |     |     |
| 18e   | 8   |        |     |     |     |
| 19e   | 5   |        |     |     |     |
| 20e   | 3   |        |     |     |     |

| Place               | 2.1 | 2.2 |
| ------------------- | --- | --- |
| 1re                 | 16  | 8   |
| 2e                  | 11  | 5   |
| 3e                  | 6   | 2   |
| 4e                  | 5   |     |
| 5e                  | 4   |     |
| 6e                  | 2   |     |
| Meneuse au générale | 8   | 4   |

## Calendrier des épreuves

### Février
| Date  | Épreuve           | Cat. | Vainqueur        | Équipe                    |
| ----- | ----------------- | ---- | ---------------- | ------------------------- |
| 22-24 | Geelong Tour      | 2.2  | Oenone Wood      | Nürnberger Versicherung   |
| 27    | Geelong World Cup | CDM  | Rochelle Gilmore | Safi-Pasta Zara Manhattan |

### Mars
| Date | Épreuve                    | Cat. | Vainqueur           | Équipe                           |
| ---- | -------------------------- | ---- | ------------------- | -------------------------------- |
| 1-3  | Tour de Nouvelle-Zélande   | 2.2  | Catherine Sell      |                                  |
| 6    | New Zealand World Cup      | CDM  | Suzanne De Goede    | Van Bemmelen - AA Drink          |
| 13   | Trophée Citta di Rosignano | 1.2  | Nicole Cooke        | Safi-Pasta Zara Manhattan        |
| 19   | Primavera Rosa             | CDM  | Trixi Worrack       | Nürnberger Versicherung          |
| 20   | GP Citta' di Castenaso     | 1.2  | Zinaida Stahurskaia | SS Lazio Ciclismo Team Ladispoli |
| 31-3 | Redlands Bicycle Classic   | 2.2  | Christine Thorburn  | Webcor Builders                  |

### Avril
| Date  | Épreuve                                       | Cat. | Vainqueur         | Équipe                                |
| ----- | --------------------------------------------- | ---- | ----------------- | ------------------------------------- |
| 3     | Tour des Flandres                             | CDM  | Mirjam Melchers   | Buitenpoort - Flexpoint               |
| 8-10  | Novilon Internationale Damesronde van Drenthe | 2.1  | Suzanne de Goede  | Van Bemmelen - AA Drink               |
| 14-16 | Sea Otter Classic                             | 2.2  | Kristin Armstrong | T-Mobile                              |
| 17    | GP de Wallonie                                | 1.1  | Nicole Cooke      | Safi-Pasta Zara Manhattan             |
| 20    | Flèche wallonne                               | CDM  | Nicole Cooke      | Safi-Pasta Zara Manhattan             |
| 24    | Tour de Berne                                 | 1.1  | Edita Pučinskaitė | Nobili Rubinetterie - Menikini Cogeas |
| 25    | GP Liberazione                                | 1.2  | Regina Schleicher | Nürnberger Versicherung               |
| 25    | Championnat Panaméricain contre la montre     | CC   | Kristin Armstrong | États-Unis                            |
| 30    | Championnat Panaméricain sur route            | CC   | Tina Pic          | États-Unis                            |
| 28-1  | Gracia Orlova                                 | 2.2  | Judith Arndt      | Nürnberger Versicherung               |

### Mai
| Date  | Épreuve                            | Cat. | Vainqueur         | Équipe                   |
| ----- | ---------------------------------- | ---- | ----------------- | ------------------------ |
| 1     | GP de Suisse-Souvenir Magali Pache | 1.1  | Karin Thürig      | Univega Pro Cycling Team |
| 4-6   | Vuelta a Castilla - Leon           | 2.1  | Judith Arndt      | Nürnberger Versicherung  |
| 8     | Gran Premio Castilla y Leon        | CDM  | Susanne Ljungskog | Buitenpoort - Flexpoint  |
| 12-22 | Tour de l'Aude                     | 2.1  | Amber Neben       | Buitenpoort - Flexpoint  |
| 22    | Trofeo Riviera Della Versilia      | 1.2  | Natalia Katchalka | A.S. Team FRW            |
| 28    | Coupe du Monde de Montréal         | CDM  | Geneviève Jeanson |                          |
| 29    | Tjejtrampet                        | 1.2  | Suzanne de Goede  | Van Bemmelen - AA Drink  |
| 30-2  | Tour du Grand Montréal             | 2.1  | Oenone Wood       | Nürnberger Versicherung  |

### Juin
| Date  | Épreuve                               | Cat. | Vainqueur            | Équipe                  |
| ----- | ------------------------------------- | ---- | -------------------- | ----------------------- |
| 2-5   | Eko Tour Dookola Polski               | 2.2  | Bogumiła Matusiak    | Primus                  |
| 5     | Wachovia Liberty Classic              | 1.1  | Ina-Yoko Teutenberg  | T-Mobile                |
| 7     | Durango-Durango Emakumeen Saria       | 1.2  | Mirjam Melchers      | Buitenpoort - Flexpoint |
| 9-12  | Emakumeen Bira                        | 2.1  | Svetlana Boubnenkova | P.M.B. Fenixs           |
| 14-19 | Tour du Trentin international féminin | 2.2  | Svetlana Boubnenkova | P.M.B. Fenixs           |

### Juillet
| Date  | Épreuve                                                   | Cat. | Vainqueur           | Équipe                           |
| ----- | --------------------------------------------------------- | ---- | ------------------- | -------------------------------- |
| 1-10  | Tour d'Italie                                             | 2.1  | Nicole Brändli      | Bigla                            |
| 7     | Championnats d'Europe U23 contre-la montre                | CC   | Madeleine Sandig    | Allemagne                        |
| 6-9   | Tour de Feminin-Krasna Lipa                               | 2.2  | Tina Liebig         | Nürnberger Versicherung          |
| 9     | Championnats d'Europe U23 - Course en ligne               | CC   | Gessica Turato      | Italie                           |
| 12-17 | Tour de Bretagne                                          | 2.2  | Marina Jaunatre     |                                  |
| 16    | Grand Prix Carnevale d'Europa                             | 1.2  | Zinaida Stahurskaia | SS Lazio Ciclismo Team Ladispoli |
| 17-24 | Tour de Thuringe                                          | 2.1  | Theresa Senff       | Van Bemmelen - AA Drink          |
| 21-24 | Tour Féminin en Limousin                                  | 2.2  | Edwige Pitel        | Univega Pro Cycling Team         |
| 29-31 | Giro di San Marino                                        | 2.2  | Zinaida Stahurskaia | SS Lazio Ciclismo Team Ladispoli |
| 31    | Grand Prix International Féminin "Les Forges en Bretagne" | 1.2  | Edwige Pitel        | Univega Pro Cycling Team         |

### Août
| Date  | Épreuve                       | Cat. | Vainqueur            | Équipe                         |
| ----- | ----------------------------- | ---- | -------------------- | ------------------------------ |
| 7     | Tour de Bochum                | 1.1  | Angela Hennig        | Van Bemmelen - AA Drink        |
| 17-19 | Albstadt Frauen Etappenrennen | 2.2  | Nicole Brändli       | Bigla                          |
| 20-24 | Trophée d'Or féminin          | 2.2  | Joane Somarriba      | Bizkaia-Panda Software-Durango |
| 21    | Grand Prix du Pays de Galles  | CDM  | Judith Arndt         | Nürnberger Versicherung        |
| 27    | Grand Prix de Plouay          | CDM  | Noemi Cantele        | Bigla                          |
| 29-3  | Holland Ladies Tour           | 2.1  | Tanja Schmidt-Hennes | Buitenpoort - Flexpoint        |

### Septembre
| Date  | Épreuve                                          | Cat. | Vainqueur           | Équipe                                |
| ----- | ------------------------------------------------ | ---- | ------------------- | ------------------------------------- |
| 4     | Lowland International Rotterdam Tour             | CDM  | Ina-Yoko Teutenberg | T-Mobile                              |
| 7-11  | Tour Cycliste Féminin International de l'Ardèche | 2.2  | Edita Pučinskaitė   | Nobili Rubinetterie - Menikini Cogeas |
| 11    | Tour de Nuremberg                                | CDM  | Giorgia Bronzini    | USC Chirio Forno d'Asolo              |
| 13-18 | Tour de Toscane                                  | 2.1  | Susanne Ljungskog   | Buitenpoort-Flexpoint                 |
| 18    | Chrono Champenois - Trophée Européen             | 1.1  | Kathy Watt          | USC Chirio Forno d'Asolo              |
| 21    | Championnats du monde - contre-la-montre         | CM   | Karin Thürig        | Suisse                                |
| 24    | Championnats du monde - course en ligne          | CM   | Regina Schleicher   | Allemagne                             |
| 30-4  | Tour du Salvador                                 | 2.2  | Edita Pučinskaitė   | Nobili Rubinetterie - Menikini Cogeas |

### Octobre
| Date | Épreuve             | Cat. | Vainqueur    | Équipe                   |
| ---- | ------------------- | ---- | ------------ | ------------------------ |
| 16   | Chrono des Herbiers | 1.1  | Edwige Pitel | Univega Pro Cycling Team |

### Décembre
| Date  | Épreuve                                | Cat. | Vainqueur  | Équipe       |
| ----- | -------------------------------------- | ---- | ---------- | ------------ |
| 11-13 | Championnats d'Asie - Course en ligne  | CC   | You Jin-a  | Corée du Sud |
| 11-13 | Championnats d'Asie - Contre-la-montre | CC   | Li Meifang | Chine        |

## Classements UCI
Référence : www.uci.ch
| Rang | Nom                  | Équipe                                | Points |
| ---- | -------------------- | ------------------------------------- | ------ |
| 1    | Oenone Wood          | Nürnberger Versicherung               | 1026,5 |
| 2    | Susanne Ljungskog    | Buitenpoort-Flexpoint                 | 838    |
| 3    | Judith Arndt         | Nürnberger Versicherung               | 705,5  |
| 4    | Mirjam Melchers      | Buitenpoort - Flexpoint               | 648    |
| 5    | Edita Pučinskaitė    | Nobili Rubinetterie - Menikini Cogeas | 623    |
| 6    | Svetlana Boubnenkova | P.M.B. Fenixs                         | 604    |
| 7    | Regina Schleicher    | Nürnberger Versicherung               | 516,5  |
| 8    | Nicole Brändli       | Bigla                                 | 483    |
| 9    | Nicole Cooke         | Safi-Pasta Zara Manhattan             | 476    |
| 10   | Giorgia Bronzini     | USC Chirio Forno d'Asolo              | 454    |

| Rang | Code | Équipe                                | Points |
| ---- | ---- | ------------------------------------- | ------ |
| 1    | NUR  | Nürnberger Versicherung               | 2698   |
| 2    | BFL  | Buitenpoort - Flexpoint               | 1969   |
| 3    | NMC  | Nobili Rubinetterie - Menikini Cogeas | 1220   |
| 4    | BAA  | Van Bemmelen - AA Drink               | 966    |
| 5    | SAF  | Safi - Pasta Zara Manhattan           | 901    |
| 6    | TBG  | Bigla                                 | 776    |
| 7    | FEN  | P.M.B. Fenixs                         | 707    |
| 8    | UPT  | Univega Pro Cycling Team              | 619,5  |
| 9    | TMP  | T-Mobile                              | 540    |
| 10   | MIC  | S.C. Michela Fanini Record Rox        | 439    |

| Rang | Nation     | Points  |
| ---- | ---------- | ------- |
| 1    | Allemagne  | 2239,25 |
| 2    | Australie  | 1603,25 |
| 3    | Pays-Bas   | 1434,25 |
| 4    | Suisse     | 1188    |
| 5    | Suède      | 1118    |
| 6    | Italie     | 1117    |
| 7    | Lituanie   | 1024    |
| 8    | États-Unis | 855     |
| 9    | Russie     | 803     |
| 10   | France     | 582     |